# Кирил Йерусалимски
Кирил Йерусалимски е християнски светец, изтъкнат богослов, един от Отците на църквата.
Почитан е като светец от Римокатолическата, Православната и Англиканската църква.

## Биография
Роден е в Йерусалим около 313 г. 
Ръкоположен е за дякон през 335 г. от епископ Макарий Йерусалимски, а за свещеник през 341 г. от епископ Максим, когото около 350 г. Кирил наследява Максим като епископ на Йерусалим.
Противопоставя се на своя митрополит, Акаций Кесарийски, епископ на Кесария и поддръжник на еретика Арий. Акаций свиква събор през 358 г., на който Кирил е изгонен от Йерусалим и заточен в град Тарс, Киликия (на територията на днешна Турция). 
Помирителният събор в Селевкия (Seleucia, днес - град Силифке в Турция) през следващата година сваля епископ Акаций, така Кирил се връща в Йерусалим. През 360 г. Кирил отново е изгонен от града чрез влиянието на приближени на митрополита. 
След възкачването на престола на император Юлиан Апостат през 360 г., на Кирил е позволено да се завърне в Йерусалим. Още веднъж Кирил е изгонен от града през 367 г. (при управлението на император Валентиниан I) и се завръща пак, когато на власт идва император Грациан (375 г.). След това, до смъртта си през 386 г., Кирил остава в Йерусалим като епископ на града.
През 381 г. Кирил взима участие в събора в Константинопол (Втори вселенски събор), където  гласува за приемане на термина „единосъщен“ (homooussios), който не е искал да приеме по-рано, но след дълги години борба с арианството, вече e убеден, в нуждата от него.
Сред творбите на Кирил Йерусалимски са 23 катехизисни лекции, които той изнася още като презвитер през 347 или 348 г. Всяка е коментар на отделен текст от Писанията. Последните му лекции засягат тайнствата кръщение, конфирмация (миропомазване) и света евхаристия.

## Съчинения
- „Катехизически беседи“ (PG, t. 33).
- „Беседа за разслабения“, (ок. 345 г.)
- „Послание до император Констанций“, от 7 май 351 г.
- Три малки откъслеци от проповеди.